# Famille von Boehn
La famille von Boehn, également écrite sous les fomes Böhnen, Böhn ou Behn, est une famille noblesse du duché de Poméranie.

## Histoire
Selon la tradition, l'ancienne famille poméranienne von Boehn serait originaire de Bönen près de Kamen en Westphalie. La famille von Boehn apparaît pour la première fois dans un document avec Johannes de Bone le 12 juillet 1279. En 1308, un Otto de Böhnen est mentionné. Déjà au XVe siècle apparaissent trois branches qui, bien qu'elles n'aient pas encore pu s'intégrer dans une filiation commune, appartiennent sans doute à la même famille von Boehn.
Dans le duché de Poméranie, plusieurs membres de la famille Böhnen obtiennent très tôt des postes élevés dans l'État : Jürgen Böhnen accompagne le duc de Poméranie Bogislaw X lors de son voyage à Jérusalem en 1496. (Crulow - orthographe ultérieure : Krolow - en Poméranie-Occidentale est donnée comme la résidence d'un Georg Böhnen). Johann von Böhnen est maréchal de Wolgast en 1545. Georg von Böhnen est maréchal en chef de la cour de Rügenwalde en 1630. Par la suite, Frantz von Böhnen est maître de la cour ducale et capitaine de Rügenwalde.
Kulsow, qui appartient continuellement à la famille de 1402 à 1945, peut être considéré comme une propriété ancestrale importante de la famille. Une autre propriété importante des Boehn est Sagerke ; il peut également être attribué à la première lignée de la famille. Le domaine de Besow, qui donne son nom à la deuxième lignée, est resté dans la famille de 1480 à 1857. Enfin, la lignée suédoise remonte au domaine de Gronikow. En 1731, les frères Svante Casper et Ludwig Gustav sont initiés à la chevalerie suédoise. En 1813, la famille est inscrite au registre bavarois avec l'autorisation de conserver le statut de baron. Une association familiale existe depuis 1874.

## Armes

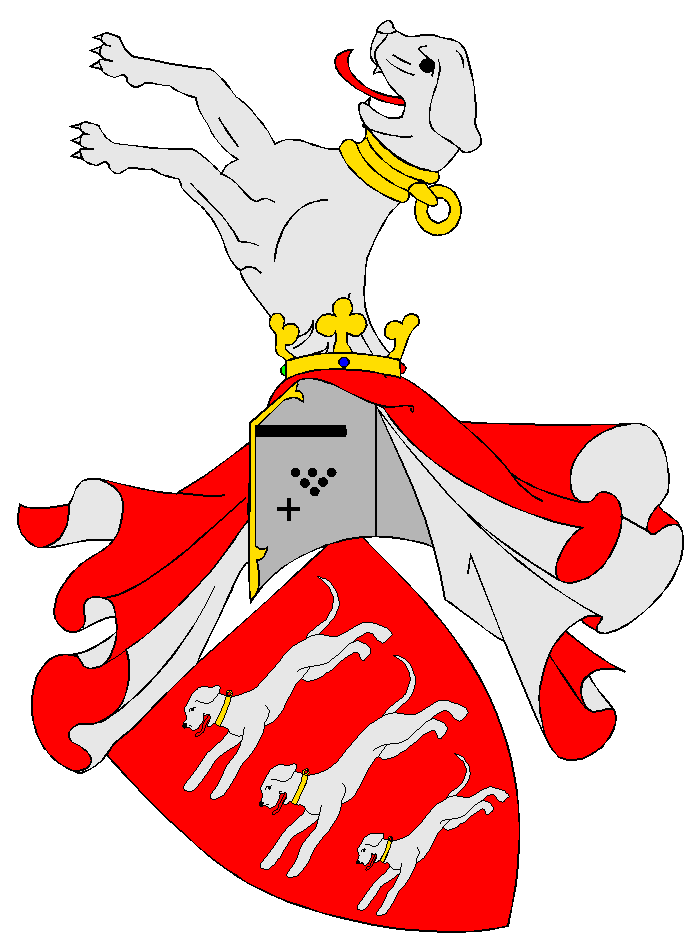
Armoiries de la famille von Boehn

Les armoiries de la famille montrent trois fougères argentées en rouge, les unes au-dessus des autres, s'étendant vers la droite avec des colliers cerclés d'or. Sur le casque aux lambrequins rouges et argentés, une des fougères poussant à droite.

## Personnalités
- Georg von Boehn (1476-1538), conseiller ducal de Poméranie et capitaine de Lauenburg et Bütow
- Franz von Boehn (mort en 1637), conseiller de chambre ducal de Poméranie et capitaine de Buckow, Köslin et Kasimirsburg, chapitre de la cathédrale de Colberg
- Michael Ernst von Boehn (de) (1720-1773), administrateur prussien de l'arrondissement de Schlawe-en-Poméranie (de)
- Franz von Boehn (de) (1806-1890), lieutenant général prussien et commandant de Stettin
- Julius von Boehn (1820-1893), lieutenant général prussien
- Oktavio von Boehn (1824-1899), général d'infanterie prussien
- Max von Boehn (1850-1921), colonel général prussien
- Hans von Boehn (1853-1931), général de cavalerie prussien, commandant de Berlin pendant la Première Guerre mondiale
- Constantin von Boehn (de) (1856-1931), propriétaire de manoir et chambellan prussien
- Ludwig von Boehn (1854-1920), général de division prussien
- Max von Boehn (de) (1860-1932), historien de la culture
- Siegfried von Boehn (1865-1945), député du Reichstag
- Otto von Boehn (de) (1874-1957), jardinier et historien local
- Siegfried von Boehn (1901-1988), chercheur local et généalogiste